# Monte Bìvera
Monte Bìvera – szczyt w Alpach Karnickich we Włoszech, w  prowincji Udine. Ze szczytu można podziwiać panoramę, rozciągającą się od Wysokich Taurów aż do nadmorskich nizin.